# Piragüisme als Jocs Olímpics d'estiu de 1996
Als Jocs Olímpics d'Estiu de 1996 celebrats a la ciutat d'Atlanta (Estats Units d'Amèrica) es disputaren 16 proves de piragüisme. Es realitzaren 12 proves en aigües tranquil·les, nou en categoria masculina i tres en categoria femenina; i 4 proves d'eslàlom, tres en categoria masculina i una en categoria femenina. La competició tingué lloc entre els dies 27 de juliol i 4 d'agost de 1996 al llac Lanier pel que fa a la competició en aigües tranquil·les i al riu Toccoa/Ocoee pel que fa a les aigües braves.
Hi participaren un total de 451 piragüistes, 330 homes i 121 dones, de 54 comitès nacionals diferents.

## Resum de medalles

### Aigües tranquil·les

#### Categoria masculina
| Prova              | Or                                                                 | Argent                                                                | Bronze                                                                        |
| C-1 500 m Detalls  | Martin Doktor                                                      | Slavomír Kňazovický                                                   | Imre Pulai                                                                    |
| C-1 1000 m Detalls | Martin Doktor                                                      | Ivans Klementjevs                                                     | György Zala                                                                   |
| C-2 500 m Detalls  | HongriaGyörgy Kolonics · Csaba Horváth                             | MoldàviaVictor Reneischi · Nicolae Juravschi                          | RomaniaGrigore Obreja · Gheorghe Andriev                                      |
| C-2 1000 m Detalls | AlemanyaGunar Kirchbach · Andreas Dittmer                          | RomaniaMarcel Glavan · Antonel Borsan                                 | HongriaGyörgy Kolonics · Csaba Horváth                                        |
| K-1 500 m Detalls  | Antonio Rossi                                                      | Knut Holmann                                                          | Piotr Markiewicz                                                              |
| K-1 1000 m Detalls | Knut Holmann                                                       | Beniamino Bonomi                                                      | Clint Robinson                                                                |
| K-2 500 m Detalls  | AlemanyaKay Bluhm · Torsten Gutsche                                | ItàliaBeniamino Bonomi · Daniele Scarpa                               | Austràlia · Andrew Trim · Daniel Collins                                      |
| K-2 1000 m Detalls | ItàliaDaniele Scarpa · Antonio Rossi                               | AlemanyaKay Bluhm · Torsten Gutsche                                   | BulgàriaAndrian Dushev · Milko Kazanov                                        |
| K-4 1000 m Detalls | AlemanyaThomas Reineck · Olaf Winter · Detlef Hofmann · Mark Zabel | HongriaAndrás Rajna · Gábor Horváth · Ferenc Csipes · Attila Adrovicz | RússiaOleg Gorobiy · Sergey Verlin · Georgiy Tsybulnikov · Anatoli Tishchenko |

#### Categoria femenina
| Prova             | Or                                                                      | Argent                                                                       | Bronze                                                                      |
| K-1 500 m Detalls | Rita Köbán                                                              | Caroline Brunet                                                              | Josefa Idem                                                                 |
| K-2 500 m Detalls | SuèciaSusanne Gunnarsson · Agneta Andersson                             | AlemanyaBirgit Fischer · Ramona Portwich                                     | AustràliaAnna Wood · Katrin Borchert                                        |
| K-4 500 m Detalls | AlemanyaAnett Schuck · Birgit Fischer · Manuela Mucke · Ramona Portwich | SuïssaGabi Mueller · Ingrid Haralamow · Sabine Eichenberger · Daniela Baumer | SuèciaSusanne Rosenqvist · Anna Olsson · Ingela Ericsson · Agneta Andersson |

### Eslàlom

#### Categoria masculina
| Prova       | Or                                     | Argent                             | Bronze                                  |
| C-1 Detalls | Michal Martikán                        | Lukáš Pollert                      | Patrice Estanguet                       |
| C-2 Detalls | FrançaFranck Adisson · Wilfrid Forgues | TxèquiaJiří Rohan · Miroslav Šimek | AlemanyaAndre Ehrenberg · Michael Senft |
| K-1 Detalls | Oliver Fix                             | Andraž Vehovar                     | Thomas Becker                           |

#### Categoria femenina
| Prova       | Or                  | Argent       | Bronze               |
| K-1 Detalls | Štěpánka Hilgertová | Dana Chladek | Myriam Fox-Jerusalmi |

## Medaller
| Posició | País         | Or | Argent | Bronze | Total |
| 1       | Alemanya     | 5  | 2      | 2      | 9     |
| 2       | Txèquia      | 3  | 2      | 0      | 5     |
| 3       | Itàlia       | 2  | 2      | 1      | 5     |
| 4       | Hongria      | 2  | 1      | 3      | 6     |
| 5       | Eslovàquia   | 1  | 1      | 0      | 2     |
| 5       | Noruega      | 1  | 1      | 0      | 2     |
| 7       | França       | 1  | 0      | 2      | 3     |
| 8       | Suècia       | 1  | 0      | 1      | 2     |
| 9       | Romania      | 0  | 1      | 1      | 2     |
| 10      | Canadà       | 0  | 1      | 0      | 1     |
| 10      | Eslovènia    | 0  | 1      | 0      | 1     |
| 10      | Estats Units | 0  | 1      | 0      | 1     |
| 10      | Letònia      | 0  | 1      | 0      | 1     |
| 10      | Moldàvia     | 0  | 1      | 0      | 1     |
| 10      | Suïssa       | 0  | 1      | 0      | 1     |
| 16      | Austràlia    | 0  | 0      | 3      | 3     |
| 17      | Bulgària     | 0  | 0      | 1      | 1     |
| 17      | Polònia      | 0  | 0      | 1      | 1     |
| 17      | Rússia       | 0  | 0      | 1      | 1     |